# 星一
星 一（ほし はじめ、1873年（明治6年）12月25日 - 1951年（昭和26年）1月19日）は、日本の実業家、政治家。星製薬の創業者であり、星薬科大学の創立者。長男はSF作家の星新一、次男は日揮常務の星協一。
それまでは輸入に頼っていた、外科手術に不可欠なモルヒネの国産化に成功する等、「東洋の製薬王」と呼ばれた。星製薬はチェーンストアという販売方式を日本で初めて確立した。野口英世やフリッツ・ハーバーのパトロンとしても知られる。
通称、ホシピン。

## 経歴
福島県菊多郡、のちの石城郡錦村（錦町、勿来市を経て現いわき市）で、星星喜三太の長男として生まれた。子供の頃、いたずらで放たれた矢が右目に突き刺さり失明。それ以後は義眼を入れていた。
1894年（明治27年）東京商業学校（現東京学園高等学校）を卒業。高橋健三らの知遇を得る。同年10月、横浜からアメリカのサンフランシスコへ渡る。1896年（明治29年）コロンビア大学に入学。在学中に新聞事業を始め『ジャパン・アンド・アメリカ』を創刊。1901年（明治34年）コロンビア大学政治経済科を卒業。修士号取得。
1905年（明治38年）上手くいっていなかった新聞事業を譲渡、所持金400円を携えて日本に帰国。1906年（明治39年）湿布薬「イヒチオール」の事業化に成功。
1908年（明治41年）第10回衆議院議員総選挙に福島県郡部区から立候補し、当選。無所属で独自の活動を行う。
1911年（明治44年）星製薬を設立。五反田に当時としては画期的な近代的製薬工場を建設。ホシ胃腸薬のヒットや日本で初めてキニーネの製造をするなど発展し東洋一の製薬会社と言われるほどになる。
1918年（大正7年）SF小説『三十年後』発表（アイディアは星、文章化は江見水蔭）。
1922年（大正11年）星製薬商業学校を設立。1923年（大正12年）戦友共済生命保険を買収し、社長に就任。1924年（大正13年）フリッツ・ハーバーを日本へ招待する。以後、生涯に渡って物心両面で彼を援助する。
後藤新平へ政治資金提供を行った縁で台湾阿片払い下げを独占していたが1924年に後藤が失脚、1925年（大正14年）阿片令違反で起訴される（その後無罪判決）。解剖学者小金井良精の次女、せい と結婚。1926年（大正15年）長男・親一が誕生（後の星新一）。名の由来は、モットーとしていた「親切第一」から。1926年（大正15年）太平洋製薬設立。1929年（昭和4年）次男・協一が誕生。名の由来は、モットーとしていた「協力一致」から。
1930年（昭和5年）破産申し立てを受け、翌年に宣告を受ける（後に取り消しが認められ、強制和議になる）。1937年（昭和12年）第20回衆議院議員総選挙で2回目の衆議院議員当選。1945年（昭和20年）星製薬は空襲で主力工場を破壊され、敗戦で海外拠点を失うが、再建に努める。
1946年（昭和21年）第22回衆議院議員総選挙に3回目の衆議院議員当選。1947年（昭和22年）第1回参議院議員通常選挙全国区に民主党から立候補して最多得票で当選。
1951年（昭和26年）1月19日、ペルーへの日本人移民計画のために訪れていたアメリカカリフォルニア州ロサンゼルスで肺炎により客死、77歳。死没日をもって勲三等瑞宝章追贈（勲四等からの昇叙）、従五位に叙される。星製薬は息子の親一が継いだが既に経営は傾いており、親一は会社を手放して、後にSF作家星新一となる｡

## 事業のその後
星一が設立した星製薬はその死の前後から急激に経営が悪化し、大谷米太郎のもとで再建が行われた。その後「株式会社テーオーシー」（略称TOC）と改称し、販売部門を分離独立して新たな子会社として「星製薬株式会社」が設立された。2003年、TOCの製薬部門とその販売部門である上記「星製薬株式会社」が統合され、製造ラインを持つ新・新「星製薬株式会社」が誕生した。ただし、収益の大半は不動産事業によるものであり、製薬事業部門の寄与度は小さい。
一方、会社創立時に社内に設置した教育部は「星薬業講習会」へと発展し、「星製薬商業学校」→「星薬学専門学校」を経て、現在の星薬科大学の母体となった。戦友共済生命保険は昭和金融恐慌の際に経営が悪化し、第一徴兵保険に保険契約を包括移転した。

## 親族
作家鈴木俊平は妹の孫にあたる。

## その他
- 星製薬の社員だった石井茂吉と森澤信夫は独立し、写真植字機を開発した。

## 著作

### 単著
- 『三十年後』新報知社、1918年4月。NDLJP:933081。[5]
  - 新編『三十年後』星新一要約・解説／星マリナ監修、新潮社図書編集室（自費出版）、2015年9月。
- 『科学的経営法の真諦』星製薬商業学校、1923年3月。NDLJP:916632。
- 『官吏学』 第1巻、有斐閣書房、1918年6月。ISBN 9784641607712。NDLJP:956794。
- 『官吏学』 第2巻、有斐閣書房、1919年4月。ISBN 9784641607972。NDLJP:956795。
- 『官吏学』 第3巻、有斐閣書房、1922年7月。ISBN 9784641609051。NDLJP:956796。
- 『官吏学』 第4巻、有斐閣書房、1923年8月。ISBN 9784641609518。NDLJP:956797。
  - 『官吏学 第1巻 上』龍溪書舎〈明治後期産業発達史資料 第735巻〉、2005年2月。ISBN 9784844754688。
  - 『官吏学 第1巻 中』龍溪書舎〈明治後期産業発達史資料 第736巻〉、2005年2月。ISBN 9784844754688。
  - 『官吏学 第1巻 下』龍溪書舎〈明治後期産業発達史資料 第737巻〉、2005年2月。ISBN 9784844754688。
- 『自己発見』星製薬商業学校、1923年11月。NDLJP:924064。
- 『官吏学摘要』有斐閣書房、1924年1月。NDLJP:971422。
- 『選挙大学 選挙教科書』選挙大学講習会、1924年9月。NDLJP:979671。
- 『活動原理』学而会〈学而会叢書 第2編〉、1926年3月。
- 『阿片事件』星製薬、1926年10月。
- 『努力を基礎にしたる金融』星製薬、1926年11月。
- 『自国を知れ進歩と協力』星製薬商業学校、1933年6月。NDLJP:1109773。
- 『日本略史 「お母さん」の創った日本』星一、1937年7月。NDLJP:1908906。
- 『支那の歴史』星同窓会、1938年3月。
- 『哲学・日本哲学』学而会書院、1949年11月。

### 編書
- 『米国聖路易万国博覧会渡航案内』星一、1903年11月。NDLJP:801833。
- 『キナに関する座談会速記録』星一、1934年7月。
  - 『キナに関する座談会速記録』（再販）星一、1934年8月。NDLJP:1106438。
- 『キナに関する第二座談会速記録』星一、1934年10月。
- 『聖勅・大東亜戦争』星一、1942年1月。NDLJP:1906795。

### 翻訳
- Arthur D.Howden Smith『ハウス大佐』新報知社、1919年8月。
  - Arthur D.Howden Smith『ハウス大佐』（再販）新報知社、1919年8月。NDLJP:1906956。
- フーヴァー『米国の個人主義 機会均等社会奉仕』新報知社、1923年9月。